# Rivière Berry
Rivière Berry är ett vattendrag i Kanada.   Det ligger i provinsen Québec, i den sydöstra delen av landet, 400 km norr om huvudstaden Ottawa.
I omgivningarna runt Rivière Berry växer i huvudsak blandskog. Trakten runt Rivière Berry är nära nog obefolkad, med mindre än två invånare per kvadratkilometer.